# Charles-Louis Rochat
Charles-Louis Rochat, né aux Charbonnières le 20 novembre 1946 (originaire du Lieu), est une personnalité politique vaudoise, membre du Parti libéral. Il est conseiller d'État de juillet 1998 à juin 2007.

## Biographie
Né le 20 novembre 1946 aux Charbonnières et originaire du Lieu, Charles-Louis Rochat fait ses classes au Sentier. Après l'école technique, il poursuit ses études à l'école d'ingénieurs de Saint-Imier, où il décroche un diplôme d'horloger et d'ingénieur ETS. Il reprend à l'âge de 24 ans l'entreprise de son père, une PME active dans le domaine de l'horlogerie. Il remet l'entreprise à son fils en 1998, après son élection au Conseil d'État. 
Président de la société des chasseurs romands de 2012 à 2018, il est condamné en 2015 et 2018 pour troubles à l'ordre public en raison des aboiements de ses chiens de chasse.
Charles-Louis Rochat est marié à Christine Rochat-Meylan, décédée en 2012, et père de trois enfants,.

## Parcours politique
Membre du Parti libéral, il est municipal du Lieu de 1986 à 1994. Il siège en parallèle au Grand Conseil de 1990 à 1998 et le préside en 1997. 
En mars 1998, il est élu au Conseil d'État, devenant le premier habitant de la Vallée de Joux à y siéger. Il y dirige le Département de la santé et de l'action sociale, succédant à Claude Ruey, où il modifie notamment les missions de plusieurs hôpitaux et fixe l'organisation de la politique sanitaire pour les années suivantes en accord avec le Grand Conseil.
Réélu en 2002, il reprend le Département de la sécurité et de l'environnement jusqu'en 2007. Il s'y occupe de la réforme des Polices (Police 2000), de l'autonomisation du Service des automobiles et de mesures propres à protéger l'environnement en particulier dans l'agglomération Lausanne-Morges.